# Alchemilla orthotricha
Alchemilla orthotricha é uma espécie de rosácea do gênero Alchemilla, pertencente à família Rosaceae.